# Pavel Tykač
Pavel Tykač (* 15. května 1964 Čelákovice) je kontroverzní český podnikatel a investor s dlouhodobými zkušenostmi v sektoru energetiky. V současnosti je jediným majitelem Sev.en, významného hráče na českém energetickém trhu, který v roce 2020 zahájil expanzi na americký trh. Časopis Forbes zařadil Pavla Tykače v roce 2023 na čtvrté místo v žebříčku nejbohatších Čechů, jeho majetek odhadl na 173 miliard korun. Pavel Tykač se společně se svou manželkou významně angažuje v charitativních projektech a podpoře severočeského a pardubického regionu. 21. 12. 2023 se stal majitelem fotbalového klubu SK Slavia Praha.
Pavel Tykač zahájil svou podnikatelskou kariéru po revoluci prodejem výpočetní techniky. Na začátku 90. let založil s dalšími partnery společnost Vikomt, která se výrazně prosadila na trhu. V polovině 90. let svůj podíl prodal a získané peníze použil k nákupu tehdy malé královéhradecké Regiobanky (dnes Hypoteční banka), kterou následně velmi výhodně prodal IPB. V roce 1995 se pak účastnil vzniku volného společenství investorů kolem společnosti Motoinvest. Díky své investiční firmě Motoinvest získal Tykač podíly v četných bankách (Kreditní banka Plzeň, Agrobanka, Ekoagrobanka). V létě 1996 nakoupil akcie České spořitelny a žádal stát a další akcionáře, aby mu umožnili mít svého zástupce ve statutárních orgánech banky. Na přelomu tisíciletí, po několika letech v ústraní, se pak Tykač vrátil do světa velkého byznysu. Obchody s akciemi (jmenovitě elektrárenské společnosti ČEZ a společnosti Telefónica) a spekulace na pohyb měn jsou pravděpodobně největší zdroje Tykačova miliardového majetku.
V roce 2006 vstoupil do energetického sektoru, když investoval do menšinového podílu v těžařské skupině Czech Coal. V roce 2010 se stal jejím jediným majitelem. V roce 2013 koupil Elektrárnu Chvaletice a vytvořil „nový“ subjekt na tuzemském energetickém trhu rebrandingem Czech Coal na Sev.en.

## Vzdělání
Vystudoval České vysoké učení technické v Praze, kde v roce 1987 získal titul inženýr.

## Kariéra
Po absolvování základní vojenské služby pracoval jako technik v TOS Čelákovice. V roce 1990 začal dovážet a prodávat výpočetní techniku a později, v roce 1991, založil se třemi partnery firmu Vikomt, která se v první polovině devadesátých let stala jednou ze tří největších na trhu.

### Motoinvest
V roce 1995 svůj podíl ve Vikomtu prodal a získané peníze (až jednu miliardu korun) použil k ovládnutí tehdy malé Regiobanky v Hradci Králové, kterou následně prodal IPB. Ta z ní vytvořila Českomoravskou hypoteční banku. Výnos z této transakce byl zdrojem pro jeho angažmá při vzniku finanční skupiny Motoinvest. V podstatě šlo o neformální uskupení firem a lidí, soustředěných kolem společnosti Motoinvest, což byl významný obchodník s cennými papíry. Pod heslem „Drobní akcionáři plačte“ rozjeli na sklonku roku 1995 akci „Třetí vlna kupónové privatizace“. V jejím rámci masivně vykupovali akcie z kupónové privatizace od drobných akcionářů. V době největšího rozmachu skupina kontrolovala významné podíly v deseti investičních fondech (mj. CS fondy, Creditanstalt), několika bankách včetně Agrobanky a Plzeňské banky a řadě podniků (např. Slovácké strojírny, Štěrkovny a pískovny Olomouc).
Na podzim 1996, po nákupu významného podílu (v řádu jednotek procent) a pokusu o získání vlivu a míst v orgánech v tehdy ještě státem většinově vlastněné České spořitelně, se rozhořel tvrdý střet mezi skupinou Motoinvest na jedné straně a Českou národní bankou spolu s tehdejšími největšími bankami (Česká spořitelna, Komerční banka, ČSOB) na straně druhé. Výsledkem bylo vyhlášení nucené správy nad Agrobankou a následné ukončení existence finanční skupiny kolem Motoinvestu, která urychleně rozprodala svá veškerá aktiva a stáhla se z českého akciového trhu.

### Česká konsolidační agentura
Na konci devadesátých let 20. století se Tykač, který se v té době ocitl pod tvrdou palbou jak medií, tak vyšetřovacích orgánů, rozhodl všechny své aktivity ve finančním odvětví ukončit. Postupně všechny své podíly prodal nebo své firmy rozpustil. V roce 2002 investoval prostřednictvím firmy EC Group od České konsolidační agentury do nákupu pohledávek ve výši 38 miliard korun. Česká konsolidační agentura (ČKA) byla tzv. „Bad Bank“, tedy „špatná banka“ českého státu, do které směřovaly problémové úvěry z doby privatizace po oddlužení velkých bank.
Společnost EC Group, kterou tehdy vlastnili jeho bývalí spolupracovníci Jan Dienstl a Pavel Šimek a která byla do té doby zcela neznámá, zaplatila za balík pohledávek 3,4 miliard korun a přeplatila tak renomovaná konsorcia, jako například Goldman Sachs/Flow East nebo PPF/CS First Boston, a to o půl miliardy korun. V roce 2003 navíc EC Group zažalovala ČKA a požadovala od ní vrácení 700 milionů korun proti části pohledávek, které z důvodů právních nedostatků ČKA nikdy nevlastnila, a tudíž je ani nemohla prodat. Tato taktika přinesla Tykačovi v minulosti již mnohokrát úspěch (například Ostravsko...) ČKA nakonec na základě rozsudku vrátila cca 440 miliónů korun.

### Burzovní spekulace
Na začátku nového tisíciletí, po několika letech v ústraní, začal opět investovat do akcií na pražské burze a spekulativně obchodovat s cizími měnami. Obchodoval např. s akciemi Českých radiokomunikací nebo Telefónicy, ale jeho nejznámějším obchodem byl masivní nákup akcií ČEZ v době, kdy jedna akcie stála méně než sto korun. Během několika let pak bylo možné stejnou akcii prodat za více než tisíc korun. Vsadil na to, že spojení ČEZ s jednotlivými regionálními distributory do tzv. „SuperČEZ“ povede v relativně krátké době k výraznému zhodnocení investice. Podle některých pramenů vydělal jen na této transakci až deset miliard korun.

### CS Fondy
Jednou z mediálně sledovaných kauz, s níž je Pavel Tykač spojován, jsou CS Fondy. Z těch bylo v roce 1997 podvodně vyvedeno 1,236 mld. korun. Při krachu skupiny CS Fondy, která byla ovládaná skupinou Motoinvest, přišlo několik tisíc investorů o své jmění. V březnu 1997 prodala skupina Motoinvest svůj podíl ve fondu kyperské společnosti Austel Enterprises Ltd. Ta ho v březnu 1997 dál prodala ruské společnosti KosMos Ltd. podnikatele Nikolaje Trofimova. Jím dosazené nové představenstvo nakoupilo za veškerý nashromážděný kapitál téměř bezcenné akcie společnosti Drůbež Příšovice. Čtyři pachatelé byli odsouzeni již v roce 2001 (pravomocně v roce 2007). Proti Tykačovi a dalším pěti lidem bylo v roce 2006 zahájeno trestní stíhání. Předtím byli za tuto transakci již odsouzeni jiní čtyři aktéři (nepravomocně v roce 2001, pravomocně v roce 2007). Ohledně Tykače a dalších třech podezřelých bylo stíhání po přezkoumání ze strany Nejvyššího státního zastupitelství v roce 2008 zastaveno se závěrem, že jednání těchto osob v souvislosti s CS Fondy nebylo trestným činem. Zbývající dva podezřelí byli téhož roku obžalováni, ale následně Městským soudem v Praze v roce 2012 osvobozeni.
Peníze z CS Fondů přistály na kontě britské společnosti Swirlglen Limited. Celkem 1,23 miliard korun českých spravoval v minulosti několikrát odsouzený německý finančník Klaus Peter Schimmelpfennig[21]. Ten v lednu 2012 coby svědek u soudu vypověděl, že na pokyny Tykače peníze rozdělil a převedl do dalších offshorových firem v Lichtenštejnsku, na Gibraltaru a v USA a proměnil je do cizích měn, aby je mohl následně převést zpět na obchodní základnu.[22]
V lednu 2013 bylo trestní stíhání Pavla Tykače znovu obnoveno. Nové skutečnosti, které vedly k obnovení procesu, představovala ale zejména svědectví pochybných osob, které je v obnoveném řízení následně změnily nebo vypovídat odmítly. Na základě těchto svědectví se policie a státní zastupitelství pokusily Tykačovi dvakrát zajistit majetek. V obou případech bylo soudy takové rozhodnutí shledáno jako nedůvodné a zrušeno. V červenci 2013 mu Policie ČR zajistila majetek v hodnotě 102 miliónů korun jako část z 341 miliónů, které měl Tykač z tohoto podvodu získat. V srpnu 2013 Vrchní soud v Praze rozhodnutí Policie zrušil jako nezákonné s tím, že „… současný stav dokazování neukazuje na to, že by Tykač obdržel výtěžek z trestné činnosti…“. V roce 2013 přinesl týdeník Respekt informaci o údajném zmrazení majetku za zhruba 19 miliard korun ze strany švýcarských žalobců. Mělo k tomu dojít v souvislosti s obnovením trestního stíhání v Česku v kauze vytunelovaných CS Fondů. Tykač však jakékoliv zablokování svého majetku popřel s tím, že se jedná o záměrnou či nevědomou snahu na poslední chvíli zabránit uzavření kontraktu mezi Czech Coal a ČEZ o dlouhodobých dodávkách uhlí do Elektrárny Počerady.
Zajímavou stránkou celé věci je i nástup ministryně spravedlnosti Marie Benešové do vlády Jiřího Rusnoka v roce 2013. Ta hned po nástupu na úřad podala dovolání v Tykačův prospěch k Nejvyššímu soudu. I když Benešová, asi zcela oprávněně, tvrdila, že Tykače vůbec nezná. Každopádně však pracovali pro totožnou vládu. Benešová vedla Nejvyšší státní zastupitelství v Brně (během protikorupční akce Čisté ruce premiéra Miloše Zemana) ve stejné době jako Tykač, který byl poradcem ministra financí Ivo Svobody.
V březnu 2015 policie vyšetřování po dvou a půl letech ukončila a s návrhem na podání obžaloby předložila Vrchnímu státnímu zastupitelství v Praze.
V prosinci 2015 Vrchní státní zastupitelství v Praze zastavilo trestní stíhání proti Tykačovi.  Statní zástupce Zdeněk Matula v odůvodnění uvedl, že důkazy svědčící o Tykačově vině nebyly zjištěny. Tímto verdiktem tak končí 19 let táhnoucí se kauza CS Fondů, ke které se sám Tykač vyjádřil např. ve svém rozhovoru pro magazín Forbes v roce 2014, kdy podle jeho názoru peníze z fondů zmizely až pod správou nových vlastníků, kterým skupina okolo Motoinvestu fondy se správcovskou firmou prodala, a to pod tlakem způsobeným nepřátelským útokem ČNB.  Ten vyvolal vlnu kontrol z berních úřadů, z burzy, z úřadu pro cenné papíry, policie a negativní mediální atmosféru namířenou proti „skupině Motoinvest“.

#### Ukončení kauzy CS Fondy
Pravděpodobně definitivní tečku za CS fondy udělala Česká televize, která 11. února 2020 odvysílala ve své hlavní zpravodajské relaci Události ČT následující příspěvek: „Česká televize se omlouvá Ing. Pavlu Tykačovi, že dne 29. prosince 2015 uveřejnila v pořadu Události v příspěvku nazvaném Definitivní tečka za kauzou CS Fondy nepravdivá a manipulativní tvrzení:
- že Ing. Pavel Tykač je odpovědný za vytunelování CS Fondů,
- že se Ing. Pavel Tykač podílel na spáchání podvodu v CS Fondech,
- že se Ing. Pavel Tykač podílel na tom, že CS Fondy nakoupily akcie firmy Drůbež Příšovice,
- a že v důsledku transakcí, na kterých se podílel Ing. Pavel Tykač, zkrachovaly bankovní domy.“[51]

### Působení v energetickém odvětví

#### Nákup Mostecké uhelné / Czech Coal
V roce 2006 vstoupil Tykač na pole energetiky. V květnu 2006 koupil prostřednictvím kyperské firmy Indoverse Investment Limited menšinový podíl v těžařské hnědouhelné společnosti Mostecká uhelná (MUS), kterou přejmenoval na Czech Coal. Na konci roku 2010 se Indoverse Investment Limited stala jediným, stoprocentním majitelem skupiny Czech Coal. Skupina Czech Coal je nyní jednou z nejvýznamnějších těžařských a energetických skupin v České republice. Klíčovým předmětem podnikání je těžba a prodej hnědého uhlí, prodej elektrické energie a výroba tepla. V regionu severních Čech, ve kterém skupina působí, byla v té době jedním z nejvýznamnějších zaměstnavatelů.
Celkem Tykač zaplatil za společnost Czech Coal, ve které mezitím získal stoprocentní podíl, 20 miliard korun. I v tomto případě se jedná o nadsazenou cenu, která by se vyplatila pouze v případě, že by došlo k rozšíření těžební oblasti hnědého uhlí. K tomu ale zatím nedošlo. Z tohoto důvodu usiluje Tykač o to, aby část kupní částky obdržel ve formě odškodnění od dřívějších podílníků MUS. Jeho firma vystupuje v procesu vedeném ve švýcarské Bellinzoně v pozici poškozené strany. Částka zabavená v důsledku soudního procesu dosahuje celkem 13 miliard korun. Tykačův podíl by v případě vítězství činil 5,8 miliard korun českých.

#### Ukončení uhelné války se skupinou ČEZ
Bezprostředně po jeho vstupu do energetického sektoru eskalovala vleklá hádka s českým energetickým gigantem ČEZ o cenu hnědého uhlí, která se v důsledku sporu dostala na maximum a pražská centrála ČEZ byla následně v roce 2009 vyšetřována Evropskou komisí ve věci údajné manipulace s cenami energií. Na Evropskou komisi se s tímto podnětem obrátila právě Tykačova společnost Czech Coal. V průběhu vyšetřování však nebyly nalezeny žádné důkazy pro tvrzení uvedená ve stížnosti Czech Coal. Osm let trvající konflikt byl ukončen na přelomu let 2012–2013 vzájemnou dohodou o dodávkách uhlí pro elektrárnu Počerady ze skupiny ČEZ na celou dobu její existence. Byl ve sporu i s Elektrárnami Opatovice kontrolovanými EPH.

#### Střet s EPH kvůli Elektrárně Opatovice
V roce 2012 Tykačův Czech Coal vypověděl smlouvu na dodávky uhlí do elektrárny Opatovice, která spadá pod Energetický a průmyslový holding (EPH) vlastníků Křetínského a JT Banky. Tento krok Tykač odůvodnil pohledávkami za EPH ve výši půl miliardy korun. Konflikt mezi Czech Coalem a EPH byl v roce 2014 ukončen smírem. Součástí dohody bylo i ukončení všech vzájemných soudních sporů.

#### Spor se Sokolovskou uhelnou
Od roku 2006 Tykač podporoval minoritního akcionáře společnosti Sokolovská uhelná Jana Kroužeckého v konfliktu s majoritními akcionáři. Následné soudní spory trvaly řadu let. V roce 2015 se celou záležitost podařilo ukončit dohodou, když Kroužecký nakonec své akcie prodal společnosti, kterou tak její dosavadní majoritní akcionáři František Štěpánek a Jaroslav Rokos zcela ovládli. Cena za Kroužeckého 30 % společnosti se měla pohybovat okolo 4 až 5 miliard korun. Spekuluje se, že většinu této částky obdržel Tykač, který měl podíl od Kroužeckého již dříve koupit. Veřejně se k ukončení sporů vyjádřil pouze Štěpánek, který uvedl, že společnost podíl Kroužeckého koupila, došlo k narovnání dlouholetých sporů a strany považují uzavření transakce za pozitivní a prospěšné.

#### Vznik skupiny Sev.en AG
V létě 2013 se od skupiny Czech Coal oddělila Litvínovská uhelná a. s., která provozuje důl ČSA a elektrárnu Chvaletice, kterou koupila od ČEZ. Tím na trhu vznikla nová skupina s názvem Severní energetická. V této skupině ovládal menšinový, čtyřicetiprocentní podíl. V roce 2018 se obě společnosti opět sloučily a vytvořily společnou značku Skupina Severní energetická (Sev.en group). Restrukturalizaci zakončilo vytvoření skupiny Sev.en AG, který ohlásil expanzi na zahraniční energetické trhy. Holding se chce zaměřit na klasickou uhelnou či plynovou energetiku a na akvizice po celé Evropě má v první fázi k dispozici 1 miliardu eur.

#### Uhelné doly v USA
V květnu 2020 skupina Sev.en koupila sedmnáctiprocentní podíl ve společnosti Corsa Coal se sídlem v Pensylvánii. Společnost se specializuje na těžbu metalurgického uhlí pro výrobu železa a oceli. Šlo o první velký vstup Pavla Tykače na energetický trh ve Spojených státech.
V červnu 2020 Sev.en oznámila koupi společnosti Blackhawk Mining, která vlastní několik dolů na metalurgické uhlí v Západní Virginii a v Kentucky. Kupní cena nebyla zveřejněna, ale odhaduje se na v přepočtu asi 12 miliard korun.

#### Financování
Od doby, kdy Evropská komise v prosinci roku 2019 představila strategický dokument Zelená dohoda pro Evropu, se začaly ještě více sledovat dopady na životní prostředí. Banky například přijaly kritéria ESG, která podnikům stanovují skóre za společenské i environmentální dopady. Podle podnikatele ze Sev.en Jana Dienstla to v důsledku znamená, že podnikům založeným na tvoření energie z uhlí již banky nepůjčují. Tykač v téže době začal investovat do české banky Moneta Money Bank. V září roku 2021 v ní přes svou firmu Manecomte Limited navýšil svůj vlastnický podíl na 5,19 %, ovšem brzy poté část podílu odprodal a zůstal na čísle 2,57 %. Podle zjištění Seznam Zpráv šlo ovšem jen o skrytí vlivu, kdy Tykač svůj podíl ve skutečnosti navýšil na 6 %, kdy si vliv navýšil přes obchodní partnery. Spekulovalo se, že šlo o skrytí jeho podílu před valnou hromadou akcionářů, na které se má rozhodovat o spojení Monety s PPF (Air Bank, Home Credit). U aktivistů tyto aktivity vzbudily obavy, že Moneta začne financovat tzv. špinavý průmysl. Sám Tykač se netajil tím, že do Monety investuje proto, aby vybudoval silnou českou banku, která bude financovat český průmysl. Prozradil také, že by chtěl postupně získat až 20 % akcií.

## Politické konexe
Pavel Tykač věděl hned od začátku, že je důležité si zajistit pro své obchodní aktivity politické krytí. Finančně podporoval politické strany všech směrů, respektive zajišťoval štědré poskytování půjček politickým stranám prostřednictvím bank, které on sám ovládal. V roce 1995 se postaral o úvěr ve výši 15 milionů korun pro KDU-ČSL. V roce 1998 financoval naproti tomu ČSSD poskytnutím půjčky ve výši 19 milionů korun. Když byla ustavena vláda sociální demokracie, zastával Tykač post oficiálního poradce ministra financí Ivo Svobody. V létě 1999 byl Ivo Svoboda obžalován z podvodu a následně odsouzen k pěti letům odnětí svobody. Svoboda se tím stal prvním ministrem novodobých dějin České republiky po pádu socialismu, který skončil ve vězení.

## Filantropie

### Dar Oxfordu
V roce 2018 přispěli manželé Tykačovi univerzitě v Oxfordu 1,2 milionu liber. Díky tomu zde bude moci pokračovat výuka češtiny a bohemistiky příštích dvacet let. 10. března 2018 proběhlo oficiální uvedení Tykačových mezi významné sponzory univerzity. Nabídka daru se odehrála již zhruba o rok dříve, nicméně univerzita ho zprvu odmítla kvůli vyšetřování a obstavení majetku podnikateli v minulosti v souvislosti s kauzou CS fondů.

### Women for women
Společně se svou druhou ženou Ivanou založili obecně prospěšnou společnost Women for women pomáhající ženám samoživitelkám s dětmi, které se ocitly v tíživé životní situaci a nedokážou ji vlastními silami řešit. Poskytují jim podporované bydlení a psychosociální i právní pomoc. Společnost je iniciátorem a provozovatelem největšího českého projektu, který poskytuje školní stravování sociálně slabým dětem na českých základních školách – Obědy pro děti. Od roku 2016 se významným zdrojem finančních prostředků tohoto projektu stalo Ministerstvo školství, když z 35 mil. Kč, které měla společnost na projekt v roce 2017 poskytnout, činila ministerská dotace 25 mil. Kč. V první části školního roku 2017/2018 byly uhrazeny obědy 5 584 dětem ze 738 základních škol.

## Rodina a osobní život
Je podruhé ženatý. Jeho žena se jmenuje Ivana Tykač (roz. Nováková). Pár má spolu dvě děti, ale ze svých předchozích manželství si ještě přivedli celkem šest dětí. Tato smíšená rodina o celkem osmi dětech žije střídavě v Praze a Švýcarsku... (Zug? Curych? St. Moritz?) Ivana Tykač se kromě charity věnuje stavebnímu a realitnímu byznysu, a to již od devadesátých let.
Jeho první manželka Daniela Kuchtová je známá především díky svému spojení se sektou Avenna a nedokončeným projektem školícího centra této sekty na okraji Křivoklátska (tzv. Maják Ptyč). Přestože v určité fázi byla v rámci sekty jednou z významných osob, později došlo k rozkolu s dalšími dvěma „matkami“, který skončil soudním sporem o navrácení několika desítek milionů korun, které Daniela Kuchtová sektě poskytla. Spor byl nicméně ze strany Daniely Kuchtové ukončen s ohledem na snahu o zachování jejího soukromí.
V mládí hrál závodně stolní tenis, dnes hraje rekreačně tenis a pražskou ligu badmintonu.